# Adaptări ale aventurilor lui Sherlock Holmes
Povestirile cu Sherlock Holmes au devenit foarte populare prin adaptările teatrale și ulterior cinematografice și de televiziune. Ronald B. DeWaal, în cartea sa The Universal Sherlock Holmes (1995), listează peste 25.000 de producții adaptate după povestirile și romanele cu Sherlock Holmes.

## Benzi desenate
Detectivul a făcut obiectul mai multor adaptări pentru benzi desenate, fiind adaptări ale aventurilor scrise de Conan Doyle, ale aventurilor apocrife referitoare la "canonul" holmesian sau pastișe și parodii legate de acest mit. Personajele secundare au avut și ele ocazia de a-și trăi aventurile în benzi desenate.
O jumătate de pagină de benzi desenate cu Sherlock Holmes a apărut zilnic și duminică, în anii 1950, cu textele scrise de scenaristul de redio Edith Meiser și desene de Frank Giacoia.
Au existat o serie de cărți de benzi desenate cu Sherlock Holmes, în special de la Dell și DC. Ediția aniversară nr. 50 al revistei Detective Comics prezintă un Holmes în vârstă de 135 de ani, care îl felicită pe Batman pentru că i-a învins pe urmașii profesorului Moriarty. El explică faptul că "o dietă adecvată, o anumită distilare a lăptișorului de matcă realizată în zilele în care mă ocupam cu apicultura și atmosfera rarefiată din Tibet, unde mi-am păstrat domiciliul principal" l-au ținut în viață. Când Batman încearcă să-i aprindă pipa, Holmes spune: "Mulțumesc, dar mă tem că pipa este doar de decor în aceste zile."
Holmes a avut, de asemenea, un loc proeminent în nr.  13 al seriei Planetary a revistei DC/WildStorm. Holmes este văzut a fi în ligă cu Dracula lui Bram Stoker în poveste. O serie de benzi desenate Charlton Comics prezintă un Holmes, cu sediul în New York City.
SelfMadeHero a publicat "Câinele din Baskerville", adaptat de Ian Edginton și ilustrat de Ian Culbard, în mai 2009.
Holmes este menționat și prezentat pe scurt în The League of Extraordinary Gentlemen a lui Alan Moore. Holmes apare într-o secvență de flashback reprezentând scena culminantă din Ultima problemă și este crezut ca fiind decedat în urma evenimentelor din această poveste, deși se dezvăluie în volumul al doilea că Mina s-a întâlnit mai târziu cu el.
Aetheric Mechanics al lui Warren Ellis este inspirat în principal de Sherlock Holmes, fiind în același timp un amestec al povestirilor canonice cu alte lucrări contemporane.
În cartea italiană de benzi desenate Martin Mystère și în serialul următor Storie di Altrove/Stories from Elsewhere Holmes este un personaj istoric. La sfârșitul anilor 1880 el a lucrat la cazul lui Jack Spintecătorul și l-a întâlnit pe profesorul Richard Van Helsing, un vampir care l-a distrus pe Contele Dracula. Împreună cu profesorul Challenger, Holmes a vizitat o vale secretă cu dinozauri din America de Sud în 1896. În același an a lucrat cu Serviciul Secret american "Elsewhere" pentru a opri amenințările paranormale provenite dintr-o altă dimensiune.  În 1910 el a descoperit un ser pentru prelungirea duratei de viață.  La începutul Primului Război Mondial, el a avut o confruntare finală cu profesorul Moriarty. După război, s-a mutat in Ucraina, dându-i lui Arthur Conan Doyle sarcina de a convinge pe toată lumea că el a fost doar un personaj imaginar. Cu ajutorul serului său, Holmes și-a prelungit viața pentru mai multe decenii. În anii 1990, el a ajutat indirect pe Martin Mystère să captureze un răufăcător, care a găsit formula serului său.
În anii 1990, Caliber Comics a publicat Sherlock Holmes Reader în patru părți care a inclus citate din Holmes, o hartă a 221-B Baker Street și adaptări ale povestirilor canonice, precum și povestiri individuale cum ar fi Dr. Jekyll and Mr. Holmes și The Sussex Vampire.
Anul 2009 a adus seria The Dark Detective: Sherlock Holmes publicată de Black House Comics. Serialul este scris de Christopher Sequeira, cu coperta realizată de artistul laureat cu Premiul Oscar Dave Elsey.
În 2010, Boom! Studios a publicat o serie în patru părți  intitulată Muppet Sherlock Holmes în care apar Gonzo în rolul lui Holmes, Fozzie Bear în rolul dr. Watson, și Kermit the Frog ca inspectorul Lestrade.

## Filme

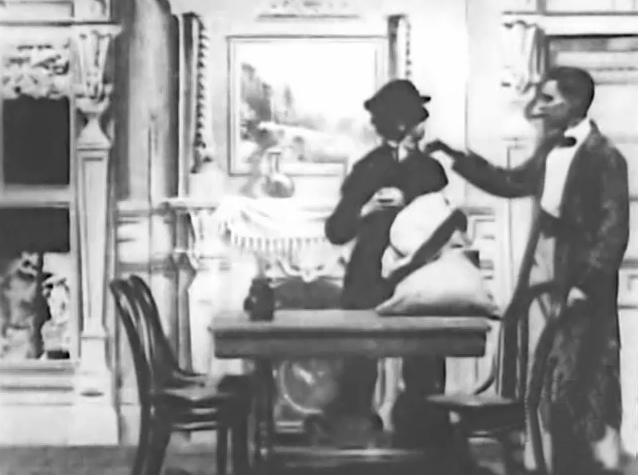
Sherlock Holmes Baffled (1900), primul film cu Holmes.

S-a estimat că Sherlock Holmes este personajul cel mai prolific din istoria cinematografiei. Primul film cunoscut cu Holmes este Sherlock Holmes Baffled, un film cu o rolă cu durată de mai puțin de un minut, realizat de American Mutoscope and Biograph Company în 1900. Acesta a fost urmat de filmul Adventures of Sherlock Holmes; or, Held for Ransom, realizat în 1905 în studiourile Vitagraph și cu Maurice Costello în rolul lui Holmes.
Multe filme similare au fost făcute în primii ani ai secolului al XX-lea, mai ales 13 filme cu una sau două role produse de firma daneză Nordisk Film Company între 1908 și 1911. Singurul film nepierdut este Sherlock Holmes i Bondefangerkløer, produs în 1910. Holmes a fost inițial interpretat de Viggo Larsen. Alți actori care au jucat rolul lui Holmes în acele filme au fost Otto Lagoni, Einar Zangenberg, Lauritz Olsen și Alwin Neuss. În 1911, compania American Biograph a produs o serie de 11 comedii scurte, inspirate de personajul Sherlock Holmes, cu Mack Sennett în rolul titular.
În 1916, Harry Arthur Saintsbury, care l-a interpretat pe scenă pe Holmes de sute de ori în piesa lui Gillette, și-a reluat rolul în filmul The Valley of Fear (1916).
Următorul ciclu de filme cu Holmes au fost produse de compania Stoll Films în Marea Britanie. Între 1921 și 1923 ea a produs un total de 47 de filme cu două bobine, toate cu Eille Norwood în rolul titular, alături de Hubert Willis ca Watson. O serie britanică ulterioară a fost produsă între 1933 și 1936 cu Arthur Wontner în rolul lui Holmes.
John Barrymore a jucat rolul în filmul Sherlock Holmes (1922), cu Roland Young în rolul lui Watson și William Powell în prima sa apariție pe ecran. Acest film Goldwyn este primul film cu Holmes realizat cu valori ridicate de producție și cu o mare vedetă.
În 1931, Raymond Massey l-a interpretat pe Sherlock Holmes în debutul său pe ecran, The Speckled Band.
De asemenea, în anii 1930 Arthur Wontner l-a interpretat pe Holmes a jucat în cinci filme britanice.

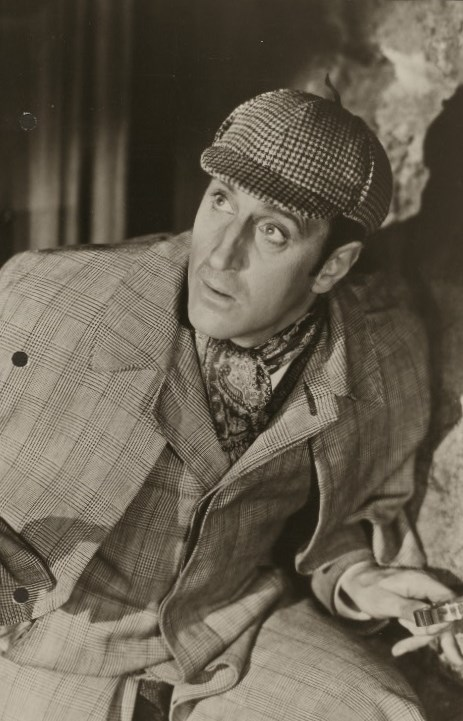
Basil Rathbone în rolul Sherlock Holmes

Basil Rathbone și Nigel Bruce i-au interpretat pe Holmes și Watson în The Hound of the Baskervilles, primul dintr-o serie de 14 filme. Rathbone este considerat ca Sherlock Holmes al generației sale.
Multe alte filme au fost comedii și parodii care se distrează pe seama lui Holmes, Watson, a relației lor și a altor personaje. Printre acestea se află The Private Life of Sherlock Holmes al regizorului Billy Wilder, cu Robert Stephens și Colin Blakely în rolurile lui Holmes și Watson.
Filme necanonice mai serioase au fost A Study in Terror (cu John Neville și Donald Houston) și Murder by Decree (cu Christopher Plummer și James Mason), Holmes și Watson investigând în ambele crimele în serie de la Whitechapel ale lui Jack Spintecătorul. Și Young Sherlock Holmes cu Nicholas Rowe ca Holmes și Alan Cox ca Watson interpretând doi școlari (în acest film, unul dintre mentorii de început ai lui Holmes devine un inamic care se ascunde în Alpii Elvețieni și semnează cu numele de Moriarty), ceea ce Sir Arthur Conan Doyle nu a scris.
Romanul The Seven-Per-Cent Solution (1974), un "manuscris pierdut" al unei aventuri a lui Holmes, a fost, de asemenea, adaptat pentru un film în 1976, cu Nicol Williamson în rolul lui Holmes și Robert Duvall ca Watson.
Filmul Without a Clue (1988) a fost o comedie pe tema legendei lui Holmes. Dr. John Watson (Ben Kingsley) este un geniu luptător împotriva criminalității și un autor de succes. Fanii romanelor sale cer să-l vadă pe adevăratul Sherlock Holmes și Watson își dă seama că publicul său nu ar accepta faptul că Holmes a fost o invenție și dezvăluirea sa drept creatorul lui ar echivala cu o sinucidere literară. Pentru a rezolva dilema, Watson îl angajează pe Reginald Kincaid (Michael Caine), un actor alcoolic, afemeiat și pierde-vară pentru a juca rolul lui Holmes.
Robert Downey, Jr. apare ca detectiv în filmul e in the –directed Sherlock Holmes (2009), regizat de Guy Ritchie, și în continuarea sa Sherlock Holmes: Jocul umbrelor (2011), cu Jude Law în rolul dr. Watson. 
Columbia Pictures planifică realizarea unei comedii cu Sacha Baron Cohen în rolul marelui detectiv. Scenariul este scris de Etan Cohen și va fi coprodus de Judd Apatow.
În 2010, compania de film cu buget redus The Asylum a produs filmul Sherlock Holmes, care a încercat să valorifice succesul filmului lui Guy Ritchie. Rolul lui Holmes a fost interpretat de Ben Syder, iar dr. Watson a fosr jucat de Gareth David Lloyd. Filmul a fost turnat în Țara Galilor și regizat de Rachel Lee Goldenberg.

## Internet
În ianuarie 2004, BBC a postat cinci noi povestiri cu Sherlock Holmes, pe situl lor "cult", împreună cu fișierele RealAudio ale povestirilor, citite de Andrew Sachs și Hannah Gordon. Producțiile audio au fost realizate în asociere cu BBC 7, dar nu mai sunt disponibile. Textele tuturor celor cinci povestiri sunt încă postate, însoțite de ilustrații și galerii de imagini, precum și o transcriere editată a unui interviu cu Bert Coules. Textele povestirilor pot fi, de asemenea, descărcat ca cărți electronice în trei formate diferite.

## Jocuri de masă
Sherlock Holmes și lumea lui sunt reprezentate în două jocuri de masă:
- Sherlock Holmes Consulting Detective (1981) (Sleuth Publications) (joc inspirat din cărți)
- 221B Baker Street (Gibsons Games)

## Jocuri video
Sherlock Holmes și lumea sa au fost adaptate într-un univers de jocuri video ca jocuri pe calculator și jocuri video.
- Sherlock (1984) (Philip Mitchell) (joc pentru PC)
- 221B Baker Street (1987) (Datasoft) (PC și Mac)
- Sherlock: The Riddle of the Crown Jewels (1988) (Infocom)
- Sherlock Holmes: Consulting Detective (1991) (ICOM Simulations)
- Sherlock Holmes: Consulting Detective Vol. II (1992) (ICOM Simulations)
- Sherlock Holmes: Consulting Detective Vol. III (1993) (ICOM Simulations)
- The Lost Files of Sherlock Holmes: The Case of the Serrated Scalpel (1992) (Electronic Arts) (PC)
- The Lost Files of Sherlock Holmes: The Case of the Rose Tattoo (1996) (Electronic Arts) (PC)
- Seria Sherlock Holmes: (Frogwares) (PC)
  - Sherlock Holmes: Mystery of the Mummy (2002) (Frogwares) (PC)
  - Sherlock Holmes: The Case of the Silver Earring (2004) (Frogwares) (PC)
  - Sherlock Holmes: The Awakened (2006) (Frogwares) (PC)
  - Sherlock Holmes versus Arsène Lupin (2007) (Frogwares) (PC)
  - Sherlock Holmes: The Mystery of the Persian Carpet (Frogwares) (PC)
  - Sherlock Holmes versus Jack the Ripper (2009) (Frogwares) (PC) (X360)
- Sherlock Holmes 2: Checkmate (2011) (Sticky Game Studios) (joc online pentru PC și Mac)

În plus, aventurile lui Sherlock Holmes au fost adaptate în seria de jocuri online de aventuri Lozenge and Hampshire ale lui James Evans.

## Piese radiofonice
Adaptările radiofonice ale aventurilor detectivului sunt foarte numeroase, fiind atât adaptări ale aventurilor canonice, cât și aventuri inedite.
O interpretare radiofonică celebră l-a avut pe Orson Welles în rolul lui Sherlock Holmes într-o adaptare a uneia dintre piesele lui William Gillette. Aceasta a fost difuzată în septembrie 1938 ca parte a seriei "Mercury Theater on the Air" la CBS Radio.
În cursul deceniului IV al secolului al XX-lea, Basil Rathbone și Nigel Bruce i-au interpretat pe Holmes și Watson la postul american de radio, respectiv în mai multe serii de aventuri canonice și originale cu Sherlock Holmes în cadrul emisiunii radiofonice The New Adventures of Sherlock Holmes. Aceste emisiuni au fost vag inspirate din cazurile lui Doyle. Când Rathbone a abandonat rolul în cele din urmă înaintea sezonului 1947, Tom Conway l-a interpretat pe Sherlock Holmes, alături de Nigel Bruce, pentru un sezon. După o schimbare de rețele, au mai fost două perechi: John Stanley ca Holmes și Alfred Shirley ca Watson în 1947-1948 și John Stanley și Ian Martin în 1948-1949. Atât Stanley, cât și Conway l-au imitat pe Rathbone atunci când l-au interpretat pe Holmes pentru a menține continuitatea audienței.
John Gielgud l-a interpretat pe Holmes pentru radio BBC în anii 1950, cu Ralph Richardson ca Watson. Fratele lui Gielgud, Val Gielgud, a apărut într-unul dintre episoade, în mod inevitabil, ca Mycroft Holmes. Deoarece acest serial a fost coprodus de American Broadcasting Company, au apărut și actori americani cunoscuți ca Orson Welles (profesorul Moriarty) în Ultima problemă.
Carleton Hobbs l-a portretizat pe Holmes într-o serie de emisiuni ale radio BBC care au fost difuzate în perioada 1952-1969, cu Norman Shelley în rolul lui Watson. Multe dintre acestea au fost difuzate la Children's Hour. Dintre mulții actori care i-au portretizat pe Holmes și Watson pentru BBC, duo-ul Hobbs și Shelley este cel mai longeviv.
Au existat multe alte adaptări radiofonice (peste 750 în limba engleză), inclusiv una mai recentă pentru BBC Radio 4 cu Clive Merrison ca Holmes și Michael Williams ca Watson. Împreună, cei doi actori au realizat adaptări radiofonice ale fiecărei povestiri din canon între 1989 și 1998. The Further Adventures of Sherlock Holmes, un nou serial format din povestiri originale scrise exclusiv de Bert Coules a fost apoi comandat, dar după moartea de cancer a lui Williams în 2001, el a fost înlocuit de Andrew Sachs. Episoadele din The Further Adventures au fost inspirate din referințele existente în povestirile și romanele lui Doyle. Episoadele canonice complete sunt disponibile pe CD și pe casete audio. The Further Adventures of Sherlock Holmes este, de asemenea, disponibil pe CD în patru cutii conținând fiecare patru episoade.
BBC Radio 2 a difuzat în 1999 și un serial parodic de șase episoade cu Holmes și Watson intitulat The Newly Discovered Casebook of Sherlock Holmes cu Roy Hudd în rolul lui Sherlock Holmes ("cel mai mare detectiv din Anglia, maestru al deghizării și cu nasul din caramele"), Chris Emmett ca Watson ("contribuitor la British Medical Journal,  Which Stethescope Magazine și inventator al termometrului care urcă singur") și June Whitfield ca doamna Hudson. Titlurile din acest serial au fost "The Case of the Clockwork Fiend", "The Mystery of the Obese Escapologist", "The Case of the Deranged Botanist", "Sherlock Holmes and the Glorious Doppelganger", "Holmes Strikes a Happy Medium" și "The Demon Cobbler of Greek Street", iar fiecare mister l-a avut în spatele său pe profesorul Moriarty (Geoffrey Whitehead). Acest serial a fost redifuzat ulterior de BBC Radio 7.
Începând din 1998, producătorului american de emisiuni radiofonice Jim French i s-a dat permisiunea din partea Fondului Conan Doyle pentru a produce povestiri cu Sherlock Holmes noi și originale pentru emisiunile de radio din America de Nord. Acestea sunt prezentate în cadrul programului Imagination Theater pe posturile de radio și prin radioul prin satelit XM. Noile povestiri sunt și ele difuzate sub sigla The Further Adventures of Sherlock Holmes. John Gilbert l-a interpretat pe Holmes până în 2000 și ulterior de John Patrick Lowrie. Watson este interpretat în toate spectacolele de Lawrence Albert. Scenariile sunt scrise de Jim French, M. J. Elliott, Matthew Booth, John Hall, Gareth Tilley, J R Campbell și Lawrence Albert. În anul 2005, cu adaptările scrise de M. J. Elliott, French și echipa sa au început un nou serial inspirat din povestirile originale ale lui Conan Doyle, numit "The Classic Adventures of Sherlock Holmes". Multe episoade sunt disponibile pe CD-uri, precum și pentru descărcat de pe situl Imagination Theater.

## Piese de teatru

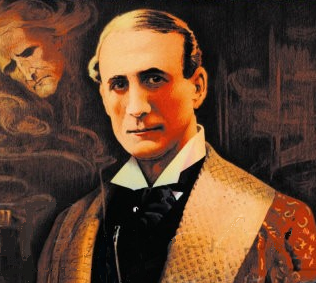
H. A. Saintsbury în rolul lui Holmes, c. 1903

Actorul cel mai asociat pe scenă cu Holmes a fost William Gillette, care a scris, regizat și jucat într-o piesă populară intitulată Sherlock Holmes în șapte producții diferite de pe Broadway începând din 1899 (filmată în 1916), în timp ce povestirile erau încă în curs de publicare, până în 1930. În interpretarea sa, Holmes purta o șapcă deerstalker și o pelerină Inverness și fuma o pipă calabash curbată; această portretizare a contribuit mult la imaginea populară a personajului. Există indicii cu privire la șapca deerstalker în ilustrațiile originale ale lui Paget pentru The Strand, dar aceasta nu reprezintă un obiect de îmbrăcăminte folosit frecvent. Textul lui Doyle este chiar mai vag, referindu-se doar la o șapcă lui de voiaj cu apărători pentru urechi în pasaje cu ilustrații relevante. El este, de asemenea, descris ca fumând mai multe tipuri diferite de pipe, alternându-le în funcție de starea lui de spirit.
Pipa calabash este asociată cu Sherlock Holmes, deoarece portretizările inițiale, în special cele realizate de William Gillette și Basil Rathbone, l-au reprezentat ca folosind o pipă lungă și ușor de recunoscut. O pipă calabash are o cameră de aer sub vas, care-i oferă un efect de răcire și de înmuiere. Holmes prefera tutunul crud și tare și, prin urmare, ar evita o astfel de pipă. De fapt, cele mai multe povești, în special Aventura de la „Fagii de Aramă”, l-au descris ca preferând o pipă lungă din lemn de cireș sau de lut.
În primii douăzeci de ani ai secolului al XX-lea, Harry Arthur Saintsbury l-a interpretat pe scenă pe Holmes în piesa lui Gillette de mai mult de 1.400 de ori. În variantele ulterioare ale acestei producții, Holmes a fost interpretat de John Wood, John Neville, Patrick Horgan, Robert Stephens și Leonard Nimoy. Frank Langella l-a interpretat pe Holmes într-o producție din 1981 pentru HBO. 
Mai multe piese de teatru, două muzicaluri - Baker Street (1965) și Sherlock Holmes: The Musical (1988) - și un spectacol de balet au fost scrise pentru personajul Holmes.
Compozitorul Jon Deak a scris o operă pentru un bas dublu solo după Câinele din Baskerville, completat cu narațiune și efecte de sunet pentru a imita piesele de teatru radiofonic din anii 1920.
În vara anului 2010, piesa The Secret of Sherlock Holmes a lui Jeremy Paul a fost repusă în scenă la Duchess Theatre din cartierul West End al Londrei; deschiderea stagiunii a avut loc la 20 iulie, piesa fiind regizată de Robin Herford (care a regizat The Woman in Black) și jucată de actorii de televiziune Peter Egan ca Holmes și Robert Daws ca Watson. Producția originală a fost pusă în scenă în West End în 1988, cu Jeremy Brett și Edward Hardwicke reluându-și rolurile lor de televiziune ca Holmes și Watson. Această dramă psihologică este o explorare a frământărilor interioare ale celui mai faimos rezident de pe Baker Street și o analizare a prieteniei dintre Sherlock Holmes și dr. Watson. După întâlnirea aparent fatală a lui Holmes cu dușmanul său Moriarty, de la Cascadele Reichenbach, Watson își găsește loialitatea și prietenia testate până la limită în timp ce ilustrul personaj este nevoit să se confrunte cu demonii săi ascunși.

## Adaptări pentru televiziune

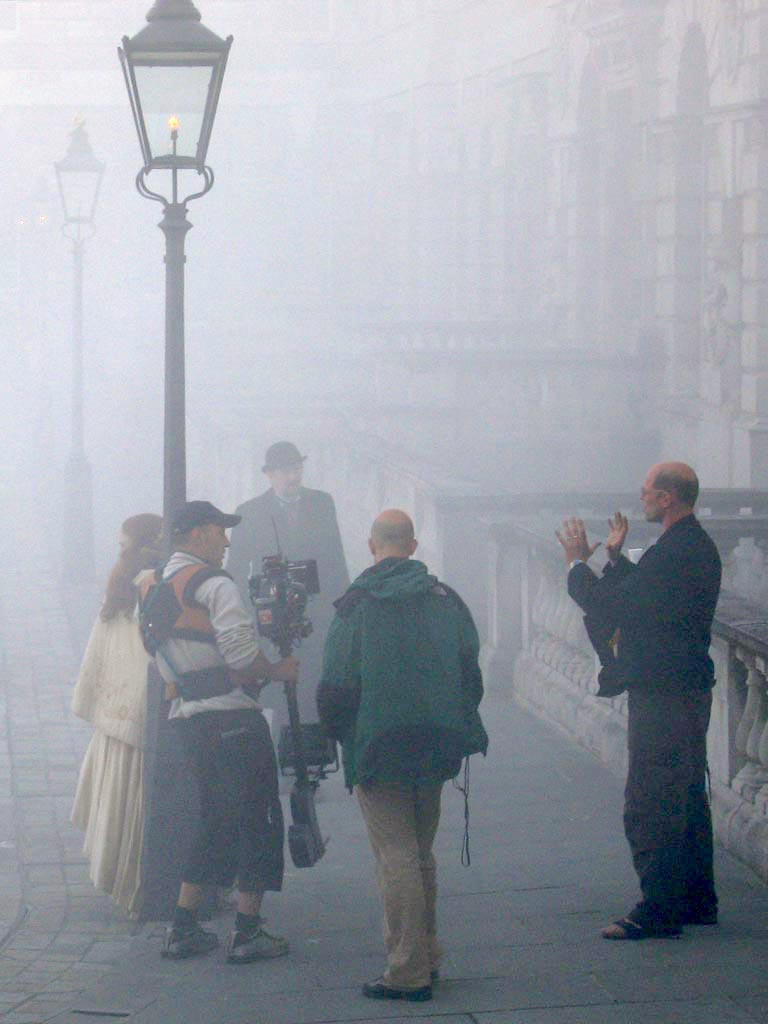
Turnarea filmului de televiziune Sherlock Holmes and the Case of the Silk Stocking

Prima sa prezență pe un ecran de televiziune a avut loc în anul 1937 într-un film de televiziune american.  De atunci, mai multe seriale și filme de televiziune au fost consacrate lui Sherlock Holmes.

### Seriale de televiziune
- 1949 - 1954 : Sherlock Holmes, 262 episoade difuzate de BBC în Marea Britanie, cu Basil Rathbone în rolul titular.
- 1951 : Sherlock Holmes, 6 episoade difuzate de BBC, cu Alan Wheatley în rolul titular și Raymond Francis în rolul dr. Watson
- 1954 - 1955 : Sherlock Holmes, 39 de episoade realizate de Sheldon Reynolds, cu Douglas Wilmer și apoi Ronald Howard în rolul titular și cu Howard Marion Crawford în rolul dr. Watson; aceasta este prima și singura adaptare americană a aventurilor lui Sherlock Holmes
- 1965 - 1968 : Sherlock Holmes, 29 de epispade difuzate de BBC, cu Douglas Wilmer și apoi Peter Cushing în rolul titular și cu Nigel Stock în rolul dr. Watson
- 1971 - 1973 : The Rivals of Sherlock Holmes, 26 de episoade difuzate pe ITV, Marea Britanie
- 1979 - 1986 : Aventurile lui  Sherlock Holmes și ale dr. Watson ("Приключения Шерлока Холмса и доктора Ватсона"), serie de 8 filme de televiziune sovietice regizate de Igor Maslennikov, cu Vasili Livanov care a primit în 2006 Ordinul Imperiului Britanic pentru rolul Sherlock Holmes și Vitali Solomin (dr. Watson) ;
- 1984 - 1994 : Sherlock Holmes, 41 de episoade realizate de Granada Television, Marea Britanie, cu Jeremy Brett în rolul titular
- 2000 - 2001 : Murder Rooms: Mysteries of the Real Sherlock Holmes
- 2010 - : Sherlock, produs pentru BBC Wales cu Benedict Cumberbatch (Holmes) și Martin Freeman (Watson)
- 2013 - Sherlock Holmes, cu Igor Petrenko (Holmes) și Andrei Panin (Watson)

### Filme de televiziune
- 1972 : Câinele din Baskerville, cu Stewart Granger și Bernard Fox
- 1976 : Sherlock Holmes in New York, cu Roger Moore și Charlotte Rampling
- 1983 : Semnul celor patru, cu Ian Richardson (Holmes) și David Healy (Watson)
- 1983 : Câinele din Baskerville, cu Ian Richardson (Holmes) și Donald Churchill (Watson)
- 1990 : Mâna unui criminal, cu Edward Woodward (Holmes) și John Hillerman (Watson)
- 1991 : The Crucifer of Blood, cu Charlton Heston (Holmes) și Richard Johnson (dr. Watson)
- 1991 : Sherlock Holmes și crima de la operă  (Sherlock Holmes and the Leading Lady), cu Christopher Lee (Holmes) și Morgan Fairchild (Irene Adler)
- 1991 : Sherlock Holmes și Steaua Africii (Incident at Victoria Falls), cu Christopher Lee (Holmes) și Patrick Macnee (Watson)

Coperta DVD a seriei de 4 filme canadiene de televiziune regizate de Rodney Gibbons, cu Matt Frewer și Kenneth Welsh, The Sherlock Holmes Collection

- O serie de 4 filme canadiene de televiziune regizate de Rodney Gibbons, cu Matt Frewer și Kenneth Welsh
  - 2000 : Câinele din Baskerville (The Hound of the Baskervilles)
  - 2001 : Semnul celor patru  (The Sign of Four)
  - 2001 : Scandal în Boemia (The Royal Scandal), cu Liliana Komorowska
  - 2002 : Cazul vampirului din Whitechapel (The Case of the Whitechapel Vampire)
- 2002 : Câinele din Baskerville, regizat de David Attwood, cu Richard Roxburgh și Ian Hart
- 2002 : Sherlock: Case of Evil, cu James D'Arcy (Holmes) și Vincent D'Onofrio (prof. Moriarty)
- 2004 : Sherlock Holmes and the Case of the Silk Stocking, regizat de Simon Cellian Jones, cu Rupert Everett și Ian Hart
- 2007 : Sherlock Holmes și Ștrengarii de pe Baker Street (Sherlock Holmes and the Baker Street Irregulars), film pentru copii, cu Jonathan Pryce (Holmes) și Bill Paterson (Watson)
- 2010 : Sherlock Holmes, cu Ben Syder (Holmes) și Gareth David-Lloyd (Watson)

### Desene animate
- 1986 : The Great Mouse Detective, film de animație produs de Disney,
- 1999 - 2001 : Sherlock Holmes in the 22nd Century, 26 de episoade realizate de Scott Heming și Paul Quinn
- 1984 - 1985 : Sherlock Holmes, producție italo-japoneză a lui Hayao Miyazaki
- 2006 : Sherlock Holmes and Doctor Watson: The Murder of Lord Waterbrook, desene animate rusești subtitrate în engleză, realizate de Aleksandr Bubnov